# Hans-Martin Rieger
Hans-Martin Rieger (* 25. Mai 1966 in Mühlacker) ist ein deutscher evangelischer Theologe.

## Leben
Er studierte Theologie in Heidelberg, Jerusalem und Tübingen. Nach der Promotion zum Dr. theol. 1999 bei Gunther Wenz war er von 2002 bis 2008 wissenschaftlicher Mitarbeiter am Lehrstuhl für Systematische Theologie bei Michael Trowitzsch an der FSU Jena. Nach der Habilitation in Jena 2006 ist er seit 2015 Pfarrer in Heimiswil. Seit 2013 ist er außerplanmäßiger Professor für Systematische Theologie an der FSU Jena.

## Schriften (Auswahl)
- Adolf Schlatters Rechtfertigungslehre und die Möglichkeit ökumenischer Verständigung. Calwer, Stuttgart 2000, ISBN 3-7668-3710-9.
- Theologie als Funktion der Kirche. Eine systematisch-theologische Untersuchung zum Verhältnis von Theologie und Kirche in der Moderne. De Gruyter, Berlin / New York 2007, ISBN 3-11-019949-1.
- Altern anerkennen und gestalten. Ein Beitrag zu einer gerontologischen Ethik. EVA, Leipzig 2008, ISBN 978-3-374-02651-7.
- Menschlich denken – Glauben begründen. Blaise Pascal und religionsphilosophische Begründungsmodelle der Moderne. De Gruyter, Berlin 2010, ISBN 3-11-024778-X.
- Gesundheit – Erkundungen zu einem menschenangemessenen Konzept. EVA, Leipzig 2013, ISBN 3-374-03172-2.
- Leiblichkeit in theologischer Perspektive. Kohlhammer, Stuttgart 2019, ISBN 978-3-17-037450-8.
- Gesundheit als Wandlungsfähigkeit. Viktor von Weizsäckers Beitrag zu einer kritischen Medizintheorie. Springer, Berlin 2023, ISBN 978-3-662-67121-4.